# Nida andamanica
Nida andamanica là một loài bọ cánh cứng trong họ Cerambycidae.